# 竹内繁春
竹内 繁春（たけうち しげはる）は、日本の食品サンプル職人である。愛知県日進市で、食品サンプル製造会社「食品模型のアイディア（さんぷる屋さん）」を経営。トカラ観光大使にも任命されている。

## 人物・来歴
鹿児島県生まれ。中学卒業後は鉄工所で働いていたが退職し、18歳のときに食品サンプル製造会社に就職。その後技術を習得し、20代後半で独立、夫人と結婚。

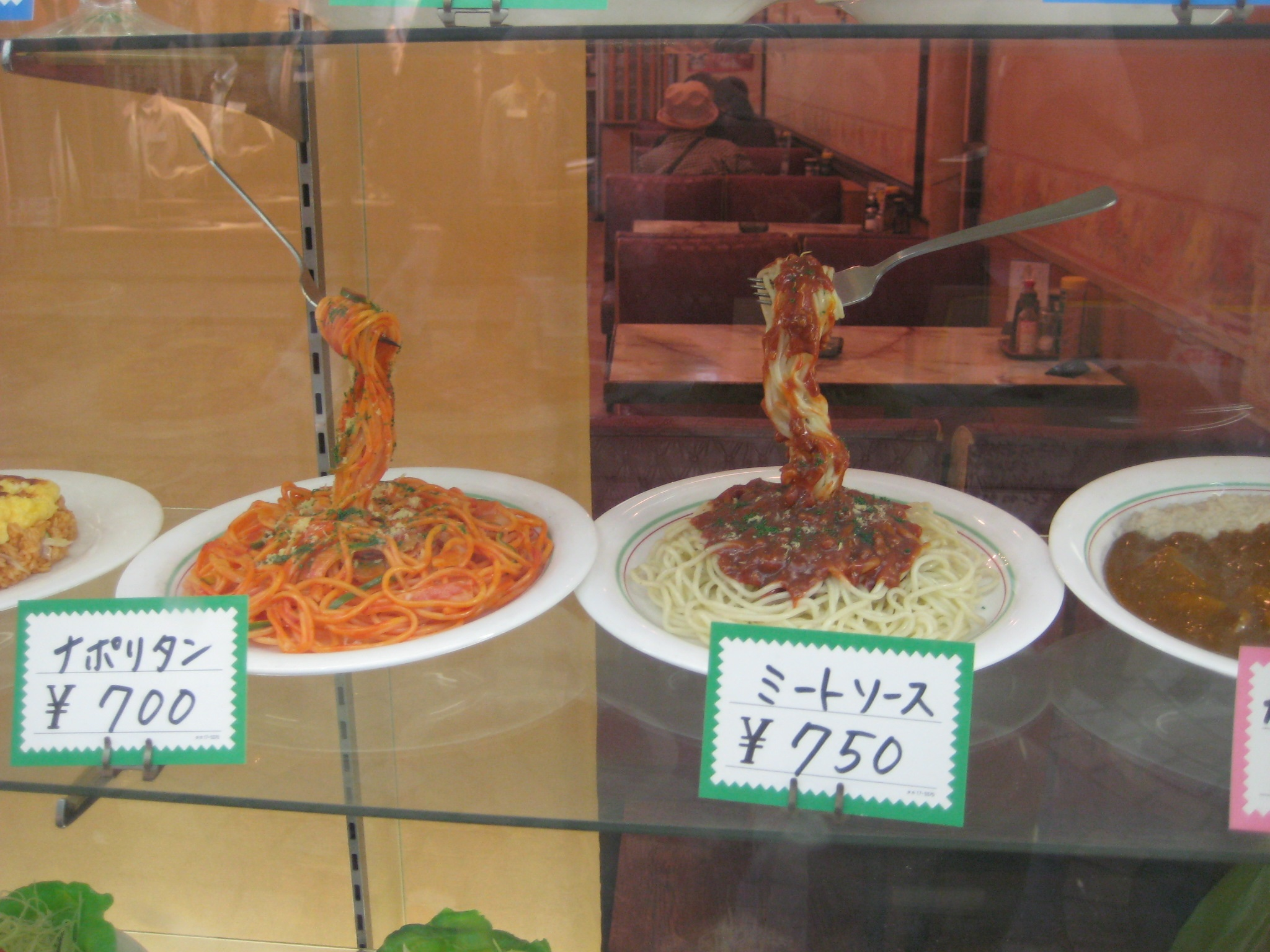
竹内が考案した、フォークを宙に浮かせたスパゲティの食品サンプルの一例。

1972年に、針金などを用いることにより、フォークを宙に浮かせたスパゲティの食品サンプルを考案した。当初、飲食店の反応は芳しくなかったものの、客からは好評を博し、このサンプルを使用した飲食店の売り上げ増に大きく貢献した。
1973年に現在経営する会社「食品模型のアイディア」を設立、2013年現在も自身の手で食品サンプルを製造している。また、児童を対象とした食品サンプル製作体験会も開催している。

## 作風
サンプルの土台に鏡を用い、目の錯覚を利用して、鏡に食品サンプルを貼り付けることであたかも食品が宙に浮いているかのように表現する点に特色がある。芸術品としての評価も受けており（#受賞歴 参照）、竹内が経営する会社が所在する日進市では、竹内が製作した食品サンプルを、2016年度のふるさと納税の返礼品に採用した。

## 受賞歴
- 2003年 - TVチャンピオン「食品サンプル職人選手権」優勝。決勝ラウンドでの作品は中華鍋であおられているチャーハンを表現した「黄金チャーハンの決定的瞬間」[9]。
- 2004年 - 中華鍋であおられているチャーハンを表現した「空とぶチャーハン」で[6]、食品サンプルとしては史上初めてとなる國美芸術展特別賞を受賞[3][4]。
- 2006年 - TVチャンピオン2「食品サンプル職人選手権」優勝。決勝ラウンドでの作品は土鍋がひっくり返りこぼれ落ちる味噌煮込みうどんを表現した「おっこちる味噌煮込み」[6][7]。